# Edmond Brossard
Pour les articles homonymes, voir Brossard.
Edmond Brossard, né le 8 juillet 1900 à Ouchamps et mort dans cette même ville le 18 juillet 1991, est un athlète français.

## Biographie
Edmond Brossard est champion de France du 400 mètres haies et du triple saut en 1918, champion de France du 800 mètres en 1919 et en 1921, champion de France du 3 000 mètres steeple en 1922, troisième du 800 mètres aux Championnats de France 1920 et quatrième du 1 500 mètres aux Championnats de France 1923. Il participe aux courses de 3 000 mètres steeple, de 3 000 mètres par équipes et de cross-country individuelle et par équipes des Jeux olympiques d'été de 1920 à Anvers.